# Eduard von Knorr
Ernst Hugo Eduard Wilhelm Heinrich von Knorr (8. březen 1840 Saarlouis, Prusko – 17. únor 1920 Berlín, Německá říše) byl německý admirál Kaiserliche Marine, který se zasloužil o rozvoj německého koloniálního panství.

## Život
Narodil se ve Saarlouis v Rýnské provincii Pruského království. V roce 1856 vstoupil do pruského námořnictva a byl zařazen na korvetu Danzig, se kterou bojoval proti pirátům u marockého pobřeží. V roce 1859 byl povýšen do hodnosti podporučíka. V letech 1859 až 1862 se plavil na lodi Elbe v rámci expedice po Dálném východě. Na poručíka byl povýšen v roce 1862 a na kapitán-poručíka o tři roky později.
Dne 12. listopadu 1870, během prusko-francouzské války, velel dělovému člunu Meteor v bitvě proti francouzskému avízu Bouvet blízko Havany, za což získal Železný kříž druhé třídy. V roce 1871 byl povýšen na korvetního kapitána. Na počátku roku 1874 se účastnil cesty po Tichém oceánu, jejímž cílem bylo vyjednávat ve jménu Německého císařství s Tongou. V roce 1876 získal hodnost námořního kapitána. O pět let později se stal náčelníkem štábu německé admirality a v roce 1883 kontradmirálem.
Jakožto velitel Západoafrické eskadry v prosinci 1884 zasáhl do sporů mezi soupeřícími kmeny v Douale v Kamerunu a zavedl německou svrchovanost v estuáru řeky Wouri. Za tento úspěch v rozšíření koloniálního vlivu získal Řád červené orlice. Od 1. dubna do 4. července 1885 pak sloužil jako říšský komisař pro kolonii Kamerun. Poté velel eskadře křižníků mířících do Zanzibaru, zde vyjednal s místním sultánem o začlenění ostrova pod německou koloniální nadvládu. O rok později velel eskadře křižníků plující do Samoy se stejným cílem jako rok předtím. V roce 1889 byl povýšen na viceadmirála, o čtyři roky později na admirála a v roce 1895 získal post velícího admirála. Dne 18. ledna 1896 byl povýšen do šlechtického stavu. Dne 15. června obdržel Řád černé orlice. V roce 1899 odešel do výslužby a zůstal admirálem à la suite.
Zemřel v Berlíně. V jeho rodném Saarlouisu je po něm pojmenována ulice Admiral-Knorr-Straße.